# Sankt Georgs kyrka, Biłgoraj
Sankt Georgs kyrka (polska: Cerkiew św. Jerzego; kyrkslaviska: Це́рковь Свѧтого Геѡ́ргїѧ) är en polsk-ortodox kyrkobyggnad belägen i staden Biłgoraj i Lublins vojvodskap, i sydöstra Polen.
Kyrkan är helgad åt den romerske martyren, soldaten och helgonet Sankt Göran. Den tillhör Sankt Georgs församling i Biłgoraj i Lublins och Chełms stift.

## Historik
Sankt Georgs ortodoxa kyrka i Biłgoraj började att byggas år 2008.